# Anomala lipodes
Anomala lipodes är en skalbaggsart som beskrevs av Ohaus 1916. Anomala lipodes ingår i släktet Anomala och familjen Rutelidae. Inga underarter finns listade i Catalogue of Life.